# Podregion Loviisa
Podregion Loviisa (fiń. Loviisan seutukunta) – podregion w Finlandii, w regionie Uusimaa.
W skład podregionu wchodzą gminy:
- Lapinjärvi,
- Loviisa.